# AM-2201
AM-2201 ist eine synthetisch hergestellte chemische Verbindung, die zu den Indol-Derivaten und Ketonen zählt. AM-2201 wirkt als synthetisches Cannabinoid auf die Rezeptoren des Endocannabinoid-Systems und entfaltet dort seine Wirkung. Die AM-Serie von Substanzen mit Cannabinoid-Wirkung wurden sämtlich von Alexandros Makriyannis an der Northeastern University erstmals hergestellt. Chemisch hat es eine starke Ähnlichkeit zu JWH-018. Es wird häufig als Rauschmittel gebraucht, da es etwa 30–40 mal potenter als Tetrahydrocannabinol ist. Schon Dosierungen von 250–500 µg zeigen Wirkung.

## Verwendung
Da dieser Stoff noch erforscht wird, gibt es bis jetzt wenig Nutzen für den Stoff. Das Abstract des Patents, in dem AM-2201 beschrieben ist, spricht von neuartigen cannabimimetischen Indolderivaten, die hohe Affinitäten für einen der Cannabinoid CB1 oder CB2-Rezeptoren haben. Die verbesserte Rezeptoraffinität macht diese Analoga therapeutisch nützlich als Arzneimittel bei Menschen und Tieren zur Behandlung von Schmerz, Glaukomen, Epilepsie und Übelkeit bei der Chemotherapie.

### Rauschmittel
Die berauschende Wirkung von den meisten Cannabinoiden wird häufig genutzt. Deswegen wird es bei bestimmten Räuchermischungen zugesetzt. AM-2201 wirkt euphorisierend und entspannend. Außerdem verändert sich die Wahrnehmung gegenüber Farben. Mögliche Nebenwirkungen sind starker Hunger, hohe Lichtscheu, Mundtrockenheit, Übelkeit/Erbrechen und unter anderen Kopfschmerzen nach dem Rausch. Über mögliche gesundheitlichen Gefahren oder Risiken gibt es bis jetzt kaum Studien. Tonisch-klonische Krampfanfälle mit anschließender Hospitalisierung nach Rauchen von AM-2201-haltigen Rauchmischungen sind beschrieben worden.

#### Abhängigkeit
Da AM-2201 wie alle anderen Cannabinoide auf die Cannabinoid-Rezeptoren CB1 und CB2 wirkt, ist eine körperliche Abhängigkeit in der Regel nicht bzw. nur kaum möglich. Psychische Formen der Abhängigkeit können, wie bei allen Drogen und Aktivitäten, unterschiedlich stark ausgeprägt entstehen.

## Toxizität
Es gibt noch keine ermittelte tödliche Dosis von AM-2201. Zelltoxische Effekte treten schon bei Konzentrationen von 10–30 µM auf. Auch Beeinträchtigung von Föten bei Schwangeren scheint wahrscheinlich.

### Nachweisbarkeit
Die Metaboliten von synthetischen Cannabinoiden können mittlerweile in Urinschnelltest nachgewiesen werden. Eine analytische Spezifität besteht auch auf Metaboliten von AM-2201.

## Rechtslage

### Deutschland
AM-2201 ist in der Bundesrepublik Deutschland seit dem 17. Juli 2013 aufgrund seiner Aufführung in der Anlage II  des BtMG ein verkehrsfähiges, aber nicht verschreibungsfähiges Betäubungsmittel. Der Umgang ohne Erlaubnis ist grundsätzlich strafbar.